# Château de Veillane
Le château de Veillane, ou d'Aveillane (en italien Castello di Avigliana), est un ancien château fort du Xe siècle situé sur la commune d'Avigliana, dans le Val de Suse, province de Turin (aujourd'hui, depuis le 1er janvier 2015, ville métropolitaine de Turin), en Piémont (Italie).

## Géographie
Le château est construit sur une hauteur qui domine la sortie du val de Suse. 
L'édifice se trouve plus précisément au sommet du mont Pezzulano, situé à 467 m d'altitude et dominant le village de Veillane.
Il est accessible par un sentier partant du village.

## Histoire

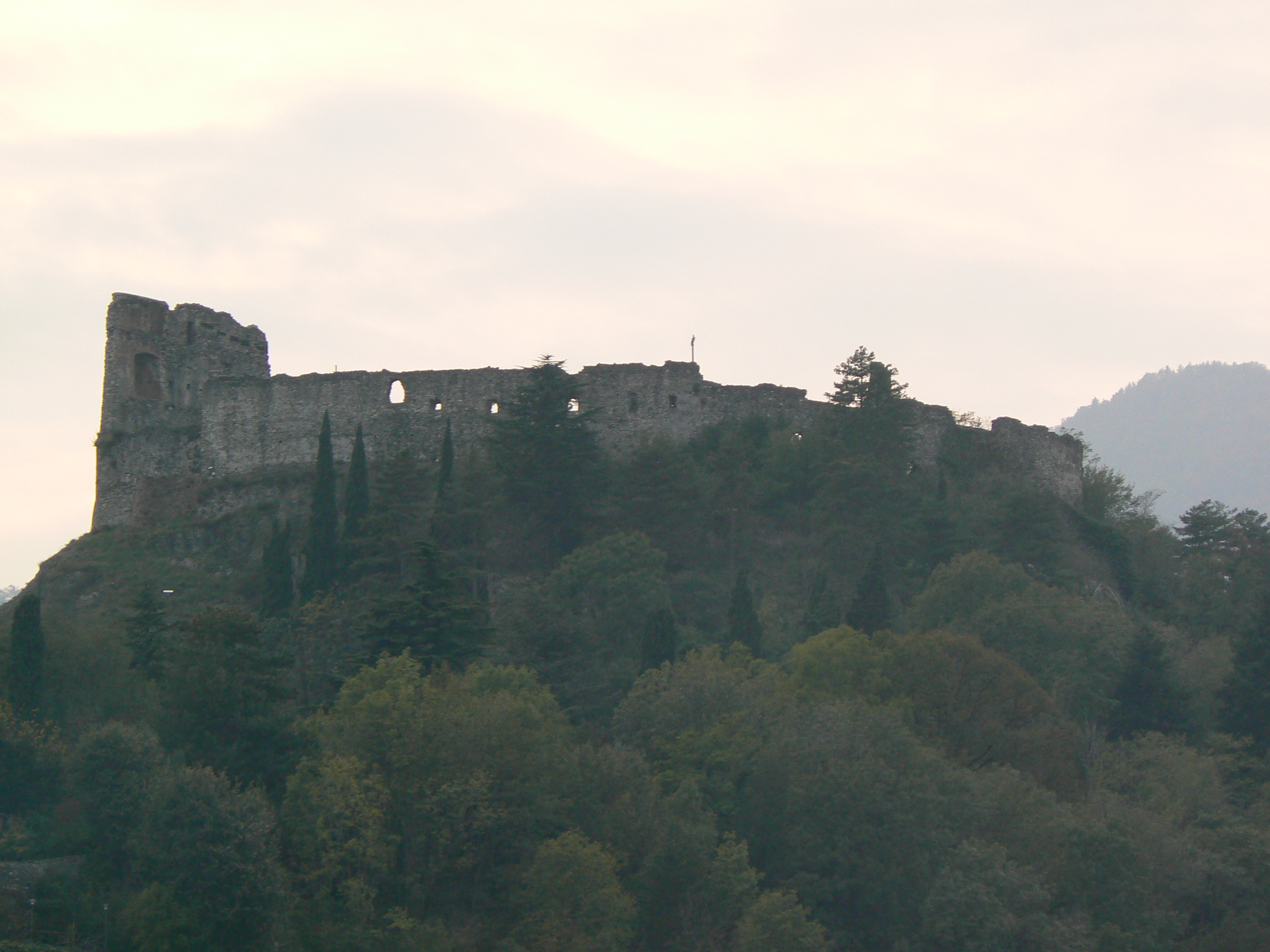
Murs du château d'Aveillane.

Sa position à proximité de la ville de Suse, lui permet de contrôler l'antique passage des Alpes - la Via Francigena - entre la marche piémontaise et les terres de Savoie et de France par le col du Mont-Cenis, ainsi que du Petit Mont-Cenis via le col Clapier ou encore le Mont Genèvre. Il est ainsi un verrou stratégique.
Le château fort est édifié en 924 par le comte ou marquis de Turin, Ardouin ou Ardoin ou Arduin ou Audouin II d'Oriate[réf. nécessaire].
Il est ensuite mentionné dans des chartes du XIe siècle (1058, 1061). Il semble que le seigneur Arduino V y réside régulièrement. Le château devient un élément important contre les invasions des Sarrasins.
Vers 1046, le comte Othon Ier de Savoie épouse Adélaïde de Suse descendante des Arduinides, marquise (margrave) de Suse et comtesse de Turin. Cette union apporte le château d'Aveillane à la maison de Savoie. Pendant deux siècles, les Savoie font face à de nombreuses revendications sur leur possession piémontaise. Le château d'Aveillane acquiert son rôle majeur, avec celui de Suse, pour le contrôle de la région et notamment le verrouillage de l'accès au Mont-Cenis.
Amédée III de Savoie récupère la marche turinoise vers 1116, que son père Humbert II avait perdu. Afin de garder la mainmise sur ce territoire, il renforce les fortifications du château.
En 1136, le futur comte Humbert III naît au château. Au cours de son règne, en 1187, le château est assiégé et pris par les troupes impériales, commandées par le fils de l'Empereur, le futur Henri VI,. Vaincu, les troupes l'occupent et s'avancent plus en amont dans le Val de Suse, mais avec l'arrivée de l'hiver, les troupes impériales ne peuvent emprunter le col du Mont-Cenis enneigé et rebroussent chemin,.
Vers 1235, Amédée IV donne en apanage le Piémont à son frère Thomas, c'est-à-dire les possessions de la maison de Savoie en dessous du château d'Aveillane, soit le sud de la vallée de Suse.
Amédée VII, dit le comte Rouge est né dans le château en 1336.
Après le XVe siècle et jusqu'à sa destruction, le château assuma principalement la fonction de forteresse du bas Val de Suse. Détruit et reconstruit à plusieurs reprises, il est rebâti une dernière fois par Amedeo di Castellamonte en 1655.
En 1691, la ville et le château sont pris à la suite d'un siège mené par les troupes françaises durant la guerre de la Ligue d'Augsbourg, auquel participent les régiments de Sault et de Feuquières. Le château fut détruit à l'aide de mines une dernière fois par les troupes françaises du maréchal Catinat en mai 1691. Il n'a plus eu l'occasion d'être reconstruit en raison du changement de situation stratégique de la zone, avec la construction des nouveaux forts savoyards de Brunetta à Suse (it) en 1708 (démoli plus tard à la fin du XVIIIe siècle) et du Fort d'Exilles.
Il ne reste que les ruines de l'ancien manoir et une position panoramique inchangée.

## Description

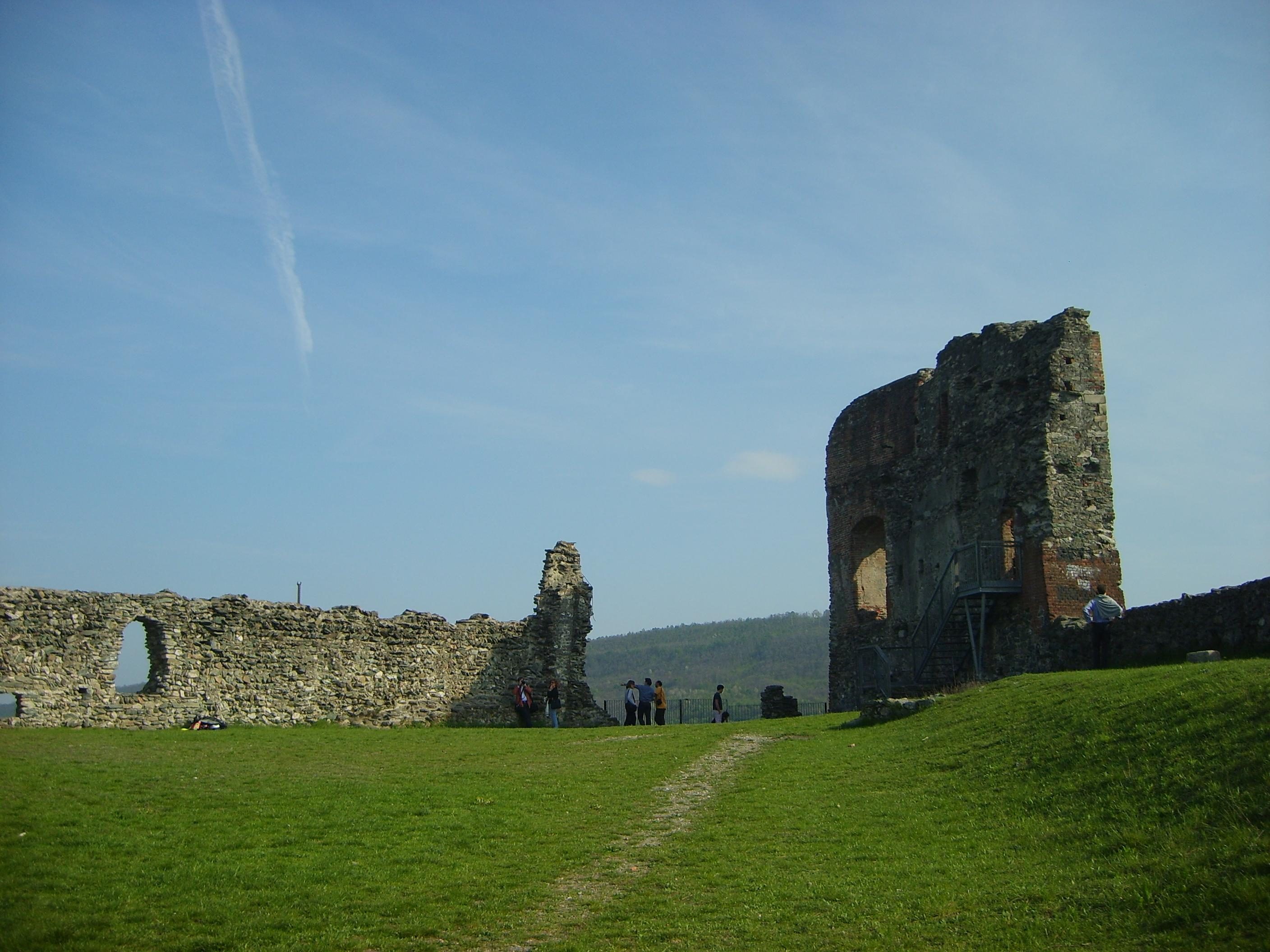
Ruine des murs du château de Veillane

Il s'agit d'une construction massive avec de grandes tours.

## Légendes
- On raconte que lors de la dernière bataille, des soldats français, qui se sont infiltrés dans le bureau du quartier-maître, ont volé un coffre contenant la solde des officiers et se sont enfuis en enterrant le butin dans le bosquet à droite de l'entrée du château où il se trouverait encore. aujourd'hui. La légende parle également d'un gros rocher qui porte une flèche indiquant la direction dans laquelle chercher le trésor.
- En raison de son caractère suggestif, la zone proche des ruines est pleine d'« apparitions » de fantômes ; on raconte aussi que Philippe II de Savoie-Achaïe fut emprisonné dans ce manoir et, y ayant trouvé la mort par noyade, son âme plane encore à la surface des lacs.